# Alicia Villarreal
Martha Alicia Villarreal Esparza, conosciuta come Alicia Villarreal (San Nicolás de los Garza, 31 agosto 1971), è una cantante messicana.

## Biografia
Alicia Villarreal ha avviato la sua carriera di cantante con il gruppo di música norteña e tejano Límite, con cui ha registrato sei album d'inediti prima di fare il suo debutto solista con il disco di musica ranchera Soy lo prohibido nel 2001. Il successo dell'album, certificato disco di platino dalla Asociación Mexicana de Productores de Fonogramas y Videogramas con oltre 150 000 copie vendute a livello nazionale, l'ha portata ad abbandonare definitivamente i Límite nel 2002.
Nel 2004 è uscito il secondo album d'inediti Cuando el corazón se cruza, seguito due anni dopo da Orgullo de mujer, disco d'oro con 50 000 vendite totalizzate in Messico. Sempre nel 2006 ha fatto il suo debutto come attrice nella telenovela Duelo de pasiones, di cui la sua stessa canzone Insensible a ti ha fatto da sigla. Il quarto album, La jefa, è uscito nel 2009.
Nell'estate del 2017, in seguito ad una pausa dai riflettori durata sette anni in cui si è occupata dei suoi figli, Alicia Villarreal ha pubblicato il suo quinto album, La Villarreal, contenente nuovi pezzi inediti nonché un DVD con duetti con altri artisti affermati della scena musicale messicana.

## Discografia

### Album
- 2001 – Soy lo prohibido
- 2004 – Cuando el corazón se cruza
- 2006 – Orgullo de mujer
- 2009 – La jefa
- 2017 – La Villarreal

### Raccolte
- 2007 – La historia... mis éxitos
- 2007 – La más completa collección
- 2010 – 15 años comemorativo
- 2012 – 16 éxitos de oro

### Singoli
- 2001 – Te quedó grande la yegua/Rómpeme, máteme
- 2001 – Ladrón
- 2005 – Tu ausencia
- 2005 – Si una vez
- 2017 – Haz lo que quieras
- 2017 – Yo sin tu amor/El principe
- 2017 – Inmenso amor
- 2017 – Sentimientos